# Эскадрон гусар
Эскадрон гусар — команда КВН изначально Львовского Высшего военно-политического училища, позднее — команда КВН Вооружённых сил РФ и Современного гуманитарного университета (Москва). Чемпионы Высшей лиги КВН.

## История в КВН
Команда играла в сезонах 1991, 1992, 1995 и 2000.
Идея создать команду КВН принадлежит братьям Андрею и Дмитрию Криворучко, когда Андрей учился на втором курсе ЛВВПУ. Вскоре команда стала чемпионом Львова, и в 1991 году отправилась на фестиваль КВН, проходивший тогда в Тюмени, где произвела впечатление на Александра Маслякова, и была приглашена в Высшую лигу КВН.
Впервые на телеэкранах «Львовские гусары» появились в 1991 году. После второго фестиваля команд КВН «КиВиН 1991» (проходивший в городе Тюмень) команда была приглашена в сезон Высшей лиги КВН, где стала открытием сезона. В первой игре «Гусары» обыграли московскую МАГМу, которая играла уже второй сезон в Высшей лиге, а в полуфинале — ветеранов клуба — «Уральских дворников». В финале команда НГУ оказалась слишком сильным соперником для «Гусар».
Сезон 1992 оказался для команды крайне неудачным. Уже на стадии четвертьфинала «Гусары» сошли с дистанции, проиграв команде «Парни из Баку».
После долгого отсутствия «Эскадрон гусар» вернулись в КВН в 1995 году. Уже в первой игре сезона они заявили о себе как о фаворитах, выиграв у команд ХАИ, СПбУЭиФ, БГУ, «Настоящие тамады» и «Уральские пельмени». Четвертьфинал «Гусары» преодолели, заняв второе место, уступив белорусской команде. В полуфинале «Эскадрон» вновь встретился с питерским ФИНЭКом и обыграл его. На этой игре в команде появилась Наталья Громушкина. В финальной игре сезона «Гусары» встретились с командой ХАИ. Игра была настолько равной, что члены жюри предпочли объявить ничью, и таким образом обе команды стали чемпионами Клуба 1995 года.
В 1996 году обе команды были приглашены на матч-реванш — Летний кубок КВН 1996. Игра проходила на борту турбохода «Тарас Шевченко» у берегов Франции и Испании. Несмотря на убедительную победу харьковчан, «Эскадрон гусар» всё-таки выиграли выездной конкурс, в нём они показали клип-пародию на популярную тогда социальную рекламу.
В 1998 году команды встретились опять в специальной серии игр в Австралии. Игры в Мельбурне и Сиднее вел Александр Васильевич Масляков. И снова обладателями кубка стали обе команды.
В 2000 году «Гусар» пригласили принять участие в «Турнире Десяти» (в рамках Высшей лиги), где они снова встретились со своими «любимыми соперниками», командой Харьковского авиационного института. В итоге симпатии болельщиков оказались на стороне харьковчан, и «Эскадрон гусар» выбыл из дальнейшей борьбы.
В 2008 году в рамках программы «Вне игры: бенефис» состоялся бенефис команды. «Гусар» поздравляли команды КВН «Университетский проспект», «Обычные люди», СОК и другие, а также певцы Гарик Кричевский и Любовь Успенская, которые исполнили песни из номера о приключениях звёзд Голливуда в России (полуфинал 1995).
Команда КВН «Эскадрон гусар» первая в истории КВН представляла Вооруженные Силы РФ. Шутки гусар были «на грани фола». Наиболее запоминающимися стали образы забияки и ловеласа поручика Ржевского в исполнении Валерия Закутского, наивного корнета в исполнении Станислава Завьялова, бывалого капитана (Андрей Криворучко), денщика-острослова (Владимир Ераносян), красавицы Наташи Ростовой (Наталья Громушкина), ротмистров навеселе (Альгирдас Тирва и Павел Макаренков). Самыми известными номерами гусар стали номера «Утомленные солнцевскими», «Минное поле чудес» (пародия на передачу «Поле чудес»), «Песня о бороде», «Песня о зрении» и «Конвейер фабрики грёз».

## Состав
- Валерий Закутский — капитан команды[6]
- Наталья Громушкина
- Владимир Ераносян
- Андрей Криворучко
- Владимир Коняев — капитан команды
- Станислав Завьялов
- Альгирдас Винцо Тирва
- Сергей Демин — певец
- Павел Макаренков
- Михаил Лиходей
- Андрей Лопухин
- Лев Кузьмин
- Виктор Колпаков
- Александр Латутин